# Casaforte Aragon
Das Casaforte Aragon (in französisch Maison forte d’Aragona) ist ein Festes Haus im Ortsteil Écharlod der Gemeinde La Salle im Aostatal.

## Geschichte

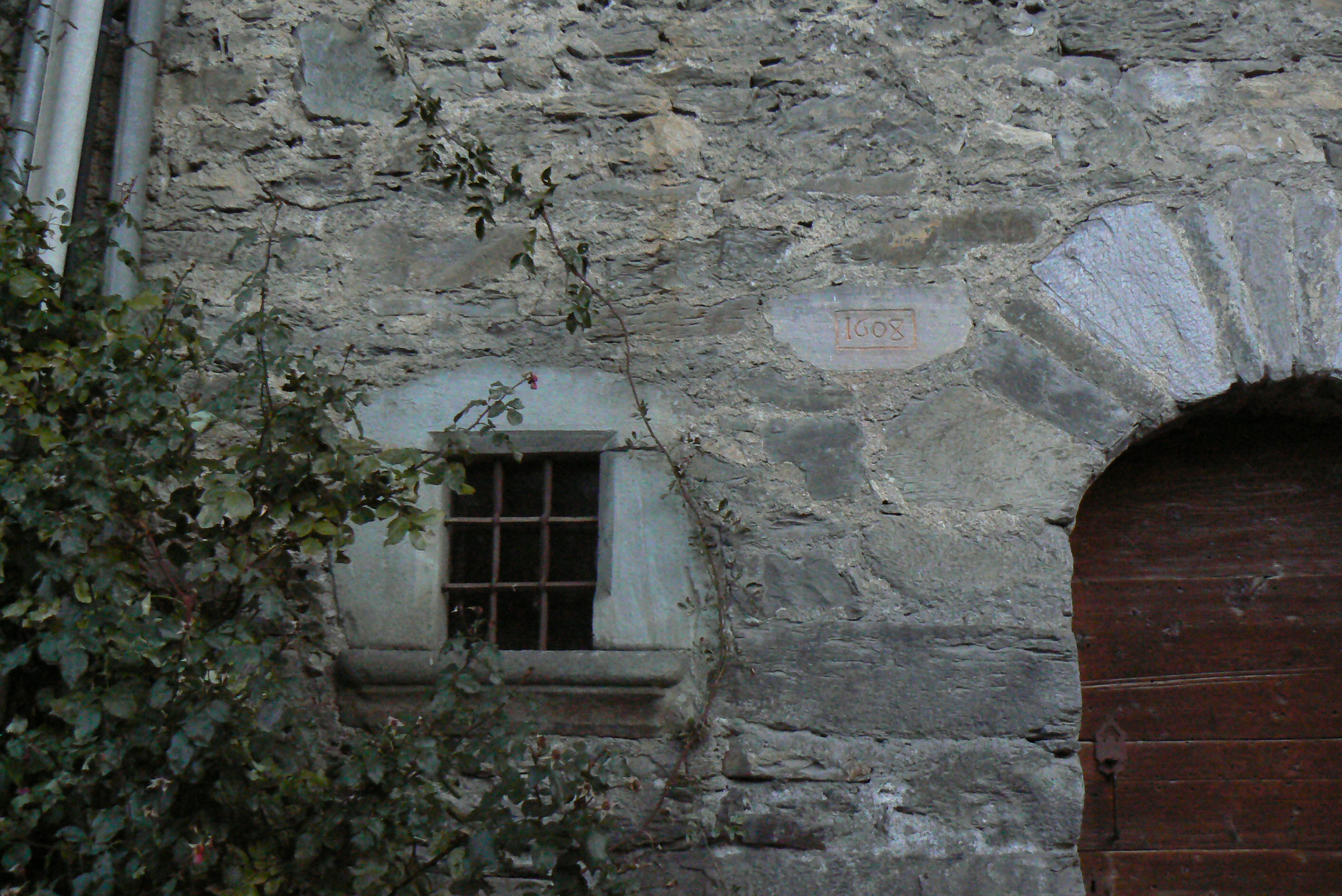
Detail der Tür – auf der linken Seite das Baujahr

Das Haus wurde 1608 erbaut, wie eine Inschrift seitlich an der Eingangstür verkündet.
Der Eigentümer, Philibert Aragon, verlor in der Zeit der Pest 1630 fünf Söhne. Wenig später starb die Familie aus.

## Beschreibung
Das aus Bruchstein errichtete Haus hat ein Souterrain, zwei Vollgeschosse und ein Dachgeschoss. Es zeigt eine Reihe schöner Fenster, gerahmt in Werkstein. Über dem Eingang an der Westseite ist ein Erker im Dachgeschoss angebracht.

## Quelle
- André Zanotto: Châteaux valdôtains. Éditions Musumeci, Quart (1980) 2002. ISBN 88-7032-049-9. S. 113.